# Gobierno de la República Democrática del Congo
El Gobierno de la República Democrática del Congo es la segunda institución del poder ejecutivo de la República Democrática del Congo, siendo la primera institución la Presidencia, persona que ostenta el cargo de jefe de Estado.

## Descripción
Bajo la Constitución de la Tercera República, el gobierno está compuesto por un gabinete de ministros, viceministros y, ocasionalmente, ministros de Estado (que es un título honorífico de alto rango). El número de estos ministros varía de un gobierno a otro.
El gabinete está encabezado por el primer ministro, también conocido como el jefe de gobierno, designado por el presidente, del partido político, grupo o coalición que ostente la mayoría de escaños en el Asamblea Nacional.
En la República Democrática del Congo, el gabinete se conoce más comúnmente como el Gobierno.
El gobierno es el brazo ejecutivo efectivo del Estado, a cargo de toda la administración principal del país, en todos los dominios reservados al gobierno central por la Constitución y en todos los dominios en los que el gobierno central tiene jurisdicción concurrente con las provincias. 
El gobierno es responsable ante el Parlamento. Cualquier miembro individual del gobierno, así como todo el gobierno, puede ser censurado por su cámara baja, la Asamblea Nacional, mediante la votación de una moción de censura. Cuando el Primer ministro es censurado, se le pide a todo el gobierno que renuncie.

## Gobierno actual
El gobierno actual es el Gobierno Lukonde, bajo el liderazgo del primer ministro Jean-Michel Sama Lukonde. Lukonde asumió el cargo el 15 de febrero de 2021, y anunció su gabinete el 12 de abril de 2021.

## Gobiernos desde 2003
- Gobierno de transición de la República Democrática del Congo (julio de 2003-diciembre de 2006)
- Primer gobierno de Gizenga (30 de diciembre de 2006 - 25 de noviembre de 2007)
- Segundo gobierno de Gizenga (25 de noviembre de 2007 - 10 de octubre de 2008)
- Primer gobierno de Muzito (26 de octubre de 2008 - 19 de febrero de 2010)
- Segundo gobierno de Muzito (19 de febrero de 2010-11 de septiembre de 2011)
- Tercer gobierno de Muzito (11 de septiembre de 2011-6 de marzo de 2012)
- Primer gobierno de Matata (6 de marzo de 2012 - 7 de diciembre de 2014)
- Segundo gobierno de Matata (7 de diciembre de 2014 - 14 de noviembre de 2016)
- Gobierno de Badibanga (19 de diciembre de 2016-9 de mayo de 2017)
- Gobierno de Tshibala (9 de mayo de 2017 - 6 de septiembre de 2019)
- Gobierno de Ilunga (6 de septiembre de 2019-26 de abril de 2021)
- Gobierno Lukonde (12 de abril de 2021 - 2024)
- Gabinete Tuluka (2024 - )